# The Platform
The Platform (tiếng Tây Ban Nha: El hoyo, dịch Hố sâu đói khát) là một bộ phim khoa học-xã hội-kinh dị viễn tưởng của Tây Ban Nha do Galder Gaztelu-Urrutia đạo diễn, phát hành vào năm 2019. Bộ phim lấy bối cảnh là một "Trung tâm tự quản theo chiều dọc" kiểu tòa tháp. Cứ mỗi tháng một lần, cư dân tòa tháp phải chuyển tầng, họ được cung cấp đồ ăn thức uống thông qua một sàn nâng. Sàn nâng này sẽ chứa đầy đồ ăn thức uống ở tầng cao nhất, sau đó sẽ dần dần đi xuống các tầng của tòa tháp, cứ mỗi lần chạm đáy một tầng là sàn nâng sẽ dừng lại trong một khoảng thời gian nhất định. Hệ thống này rất dễ dẫn đến xung đột vì cư dân ở tầng cao hơn sẽ được ăn nhiều nhất có thể, còn cư dân tầng thấp hơn chỉ có thể ăn cơm thừa canh cặn từ những tầng trước.
Dàn diễn viên của phim bao gồm Iván Massagué, Antonia San Juan, Zorion Eguileor, Emilio Buale Coka và Alexandra Masangkay.
Bộ phim được công chiếu lần đầu tại Liên hoan phim Quốc tế Toronto năm 2019, nơi tác phẩm giành được giải thưởng People's Choice Award for Midnight Madness. Tại TIFF, bộ phim cũng đảm bảo đạt được hợp đồng phát hành trực tuyến trên toàn thế giới thông qua Nefflix. The Platform được phát hành trên dịch vụ phát sóng trực tuyến vào ngày 20 tháng 3 năm 2020.

## Cốt truyện
Nhân vật chính Goreng tỉnh dậy trong một buồng giam bê tông được đánh số là 48. Bạn cùng buồng giam với anh là một lão già tên Trimagasi, ông giải thích rằng họ đang ở trong một "Trung tâm tự quản theo chiều dọc", hay còn được gọi là "Hố". "Hố" này là một cơ sở kiểu tháp, nơi mà thực phẩm được phân phối cho cư dân tháp thông qua một sàn nâng di chuyển từ trên xuống dưới, cứ mỗi lần chạm đáy một tầng là dừng lại trong một khoảng thời gian nhất định. Những người ở tầng thấp hơn chỉ có thể ăn đồ thừa của người tầng trên để lại. Nếu ai cố tình tích trữ đồ ăn khi sàn nâng không còn ở trong phòng thì phòng giam sẽ được làm nóng hoặc làm lạnh đến nhiệt độ có thể gây tử vong cho con người.
Cứ mỗi tháng một lần, cư dân tháp sẽ được chỉ định ở tầng mới một cách ngẫu nhiên. Mỗi cư dân được phép mang một món đồ vào buồng giam, Goreng chọn mang theo bản sao của tác phẩm Don Quixote, còn Trimagasi thì mang theo một con dao làm bếp tự mài. Trimagasi thú nhận rằng khi ông ở tầng 132, ông và bạn cùng phòng với mình đã ăn thịt của một cư dân rơi từ tầng trên xuống. Ngoài ra, ông còn tiết lộ rằng người phụ nữ máu me hay đứng trên sàn nâng di chuyển xuống từng tầng là Miharu, cô làm điều đó mỗi tháng để tìm kiếm con cô.
Trong một cuộc trò chuyện, Goreng tiết lộ rằng anh tình nguyện vào bên trong tháp 6 tháng để lấy một chứng chỉ, còn Trimagasi thì thú nhận rằng ông lựa chọn thụ án tại tháp này vì tội ngộ sát. Trong hơn một tháng, họ là bạn của nhau, nhưng vào ngày chuyển phòng, Goreng tỉnh dậy và phát hiện ra mình bị trói trên giường. Họ đã bị chỉ định xuống tầng 171, nơi mà sàn nâng sẽ không còn chút đồ ăn nào khi nó xuống đến nơi. Trimagasi giải thích rằng ông định cắt dải thịt của Goreng để duy trì sự sống cho cả hai, và nếu Goreng đồng ý thì anh có thể sống sót. Vào ngày thứ 8, Trimagasi trở nên yếu ớt và bắt đầu cắt vào phần chân của Goreng. Miharu xuất hiện và tấn công Trimagasi khi cô di chuyển xuống tầng dưới bằng sàn nâng. Cô giải thoát cho Goreng và Goreng đã tự tay kết liễu Trimagasi. Miharu cắt một phần thịt của Trimagasi, đưa cho Goreng ăn và cô cũng ăn một ít. Cô chăm sóc cho Goreng, nhưng rời khỏi tầng này khi anh hỏi về con cô. Vào đêm trước ngày chuyển tầng, Goreng bị ảo ảnh của Trimagasi ám. Ông giải thích rằng giờ đây họ là một, là như nhau và Trimagasi sẽ không rời bỏ anh.
Vào tháng thứ 3, Goreng tỉnh giấc ở tầng 33 cùng với người phụ nữ tên là Imoguiri, bà mang theo một con chó nuôi đặt tên là Rameses đệ nhị. Goreng nhận ra bà chính là quan chức của Ban điều hành từng phỏng vấn anh trước khi đưa anh vào buồng giam. Bà nói rằng bà thực sự không nhận thức được điều kiện sống tồi tệ ở nơi này, và tình nguyện cố gắng sửa sai mọi thứ khi bà biết rằng mình không còn sống được bao lâu khi nhận chẩn đoán mắc bệnh ung thư giai đoạn cuối. Imoguiri cung ứng khẩu phần ăn cho mình theo định lượng và cố gắng thuyết phục người ở tầng 34 cũng làm như vậy, nhưng họ phớt lờ bà. Hai tuần trôi qua và Goreng đe dọa sẽ đại tiện vào thức ăn nếu họ không chịu chia khẩu phần ăn đều đặn. Sự đe dọa này có hiệu quả, nhưng hai người sau đó đã tranh cãi về phương pháp thuyết phục của họ.
Một ngày nọ, Miharu đến tầng trong tình trạng bị thương, vì vậy Goreng và Imoguiri đã chăm sóc Miharu cho đến khi cô khỏe lại. Goreng đề cập đến việc Miharu tìm con với Imoguiri, nhưng Imoguiri nói rằng trẻ em dưới 16 tuổi không được phép vào cơ sở và Miharu đã vào một mình. Bà cũng tuyên bố rằng bà biết cơ sở này có tổng cộng 200 tầng. Tháng sau, Goreng tỉnh dậy ở tầng 202 và phát hiện ra rằng Imoguiri đã treo cổ tự sát. Goreng bị dày vò bởi ảo ảnh của Trimagasi và Imoguiri. Trong cơn ảo giác, anh chứng kiến Imoguiri khuyến khích anh ăn thịt bà để tồn tại.
Khi tháng thứ 5 bắt đầu, Goreng được xếp vào tầng 6. Bạn cùng phòng với anh là Baharat đã cố gắng leo lên tầng trên để trốn thoát nhưng bất thành. Sau khi ước tính rằng tòa tháp này sẽ có 250 tầng, Goreng thuyết phục Baharat nhảy lên sàn nâng để đi xuống tầng dưới cùng nhau, để chia đều đồ ăn cho những tầng không nhận được. Họ quyết định bảo vệ nguồn thực phẩm cho đến tầng 50, kể từ tầng đó trở đi sẽ bắt đầu phân phát dần. Một trong những cư dân tháp là Già Brambang khôn ngoan, khuyên nhủ họ hãy gửi panna cotta lên Ban điều hành tầng trên cùng như một "thông điệp". Trên đường xuống những tầng thấp hơn, họ chia phần cho những cư dân, sử dụng vũ lực với bất kỳ ai từ chối hợp tác. Khi xuống sâu hơn, họ bắt gặp Miharu đang ẩu đả với hai cư dân khác và cố gắng cứu cô, nhưng cô đã bị giết và họ bị thương nặng. Goreng và Baharat tiếp tục hành trình, khi xuống đến tầng 333 thì sàn nâng dừng lại. Goreng phát hiện ra một đứa trẻ, có thể là con gái của Miharu, đang trốn dưới gầm giường. Anh rời khỏi sàn nâng, theo sau là Baharat đang do dự, chỉ để cho sàn nâng tiếp tục đi xuống, bỏ lại họ ở tầng này. Bất chấp việc Baharat miễn cưỡng, cuối cùng họ cũng cho cô bé ăn món panna cotta mà họ định giữ lại như một "thông điệp" gửi cho Ban điều hành ở tầng trên cùng.
Goreng bất tỉnh và nằm mơ thấy Baharat nói với anh rằng "cô bé này là thông điệp". Ngày hôm sau, Goreng phát hiện ra rằng Baharat đã qua đời, máu chảy ra vì vết thương sâu. Goreng mang theo đứa trẻ khi sàn nâng đến. Sàn nâng đưa họ xuống tận đáy, nơi Goreng một lần nữa nhìn thấy ảo giác Trimagasi, ông nói với anh rằng "đã là thông điệp thì cần gì người gửi". Goreng bước ra khỏi sàn nâng và đi cùng Trimagasi, cả hai đều quay lại ngoảnh theo bé gái đang được sàn nâng đưa lên cao.

## Diễn viên
- Iván Massagué trong vai Goreng, được đặt tên theo từ gorèng, nghĩa là "chiên" trong tiếng Indonesia/Mã Lai.
- Zorion Eguileor trong vai Trimagasi, được đặt tên theo từ terima kasih, nghĩa là "cảm ơn" trong tiếng Indonesia/Mã Lai.
- Antonia San Juan trong vai Imoguiri, được đặt tên theo từ Imogiri, một dạng nghĩa trang hoàng gia ở Indonesia.
- Emilio Buale Coka trong vai Baharat, được đặt theo tên một loại gia vị gốc Ả Rập sử dụng trong ẩm thực Trung Đông, Thổ Nhĩ Kỳ, Hy Lạp.
- Alexandra Masangkay trong vai Miharu, được đặt theo 見張る, nghĩa là "để bảo vệ, để dõi theo, để mở to mắt của ai đó" trong tiếng Nhật.